# شهرستان عکار
شهرستان عکار (به عربی: قضاء عکار) شهرستانی است در استان عکار لبنان. این شهرستان ۷۸۸ کیلومتر مربع مساحت و ۱۹۸٬۱۷۴ نفر جمعیت دارد.
عکار در زمان عثمانیان بخشی از استان طرابلس به‌شمار می‌رفت. عکار قدیمی‌ترین محله متعلق به طرابلس بود و یک ناحیه بزرگ در لبنان بود که از منطقه جبیل در این کشور تا لاذقیه سوریه امتداد داشت.

## دالان‌ها و آبراهه‌های قدیمی
در سال ۱۴۰۰ خورشیدی خشکسالی در منطقه عکار لبنان باعث کشف دالان‌ها و آبراهه‌هایی شد که به نظر می‌رسد مربوط به قنات‌هایی با قدمت بیش از یکصد سال، مربوط به دوره عثمانی، باشد. در این سال، ساکنان شهر الغزیله در شهرستان عکار درپی خشکسالی‌های اخیر که این شهر را به شدت تحت تأثیر قرار داده‌است، تونل‌هایی کشف کرده‌اند که دارای دیوارهایی با نقش و نگار است و قدمت آن به بیش از یکصد سال می‌رسد.‎